# KanadeYUK
KanadeYUK（かなでゆうき）は、うたたね歌菜、安田悠基からなる日本の作家ユニット。株式会社F.M.F所属。

## メンバー
安田 悠基（やすだ ゆうき）
1984年2月24日（41歳）山口県防府市出身。
作詞、編曲、主にバンドサウンドやデジタルなサウンドなどを担当。
音楽の専門学校在学中に作曲家長尾大の専属編曲家として活動を開始。SE7ENやAAAなどアーティストの現場を経験し、フリーランスとなってからはTRF、星井七瀬、映画『Girl's BOX』挿入歌のアレンジなど活動の幅を広げていく。 同時に東京や福岡の音楽専門学校講師も務めていた。

うたたね 歌菜（うたたね かな）
1994年5月13日（30歳）福岡県福岡市出身。
作曲、編曲、主にストリングス、ピアノ、管弦楽法などを担当。
後に出会った安田悠基と共作で参加した『アイドルマスター ミリオンライブ!』の楽曲コンペで作家デビューが決まり、KanadeYUKを結成。ピアノのサポートとして参加したMusic Revolutionではグランプリを受賞。

## 提供作品
アイドルマスターシリーズ 
- THE IDOLM@STER LIVE THE@TER PERFORMANCE
  - 08 高槻やよい「ハートウォーミング」（作曲・編曲）
  - 08 中谷育「グッデイ・サンシャイン!」（編曲）
  - 12 萩原雪歩「ハミングロード」（作曲・編曲）

IRys-ホロライブEN
- 「Hope lies salvation」（編曲）
- 「Joy with You」（編曲）
- 「Bare your teeth」（編曲）
- 「Flower of hope」（作曲・編曲）

あんさんぶるスターズ! 
- 「Death Game Holic」（編曲）
- 「デートプランA to Z」（編曲）
- 「Noir Neige」/ La Mort（編曲）

イケてるハーツ
- 「TINT」（共作曲）

内田真礼
- 「鼓動エスカレーション」（編曲）

内田雄馬
- 「Happy-go-Journey」（編曲）

浦島坂田船
- 「NO DRIVE  NO LIFE」（編曲）

となりの坂田。（あほの坂田。）
- 「Brake Doubt!」（編曲）

えなこ
- 「めたもるふぉーかす」（編曲）
- 「変身前夜」（作曲編曲）
- 「SP-LuSH ROAD」（編曲）

大石昌良
- 「しあわせチャンピョン」（Piano & Strings Arrangement：うたたね歌菜）

オーイシマサヨシ
- 「ギフト」（Piano & Strings Arrangement：うたたね歌菜）

大神ミオ
- 「Howling」（編曲）

OxT 
- 「HOME GROUND」（編曲）
- 「Silent Solitude」（編曲）
- 「Party  Out!!」（編曲）
- 「Hello New World」（編曲）
- 「Daily-go-round」（エレピ）
- 「ゴールデンアフタースクール」(編曲）
- 「変幻自在のマジカルスター」（編曲）
- 「REUNION」（編曲）
- 「チャンス！」（編曲）
- 「Tears of a Genius（Ballad ver.）」（編曲）
- 「Be the Best! Be the Blue!（Album ver.）」（編曲）
- 「HIGHEST」（編曲）

 オンゲキ 
- 「P!P!P!P!がおー!!」（編曲）

 ギタドラ 
- 「BLOOD RED」（作曲・編曲・Mix）
- 「Clowing Folly」（作詞・作曲・編曲・Mix）

 鹿乃 
- 「Haruzion」（Tom-H@ckと作曲共作・編曲）

草野華余子
- 「最後のページは開かずに」（ピアノ・弦アレンジ）うたたね歌菜
- 「カランコエ・モノディ feat. ヒグチアイ」（弦アレンジ）うたたね歌菜
- 「マーメイド・ララバイ」（プログラミング）うたたね歌菜

 Gero 
- 「夜毎悪魔女ランデヴー」（編曲）

 SuG 
- 「BLOODY MARY」（編曲）
- 「FLY WYVERNS」（編曲）
- 「WORLD FAMOUS」（作曲共作・編曲）
- 「AGAKU」（編曲）
- 「CUT」（編曲）

CRAZY VODKA TONIC
- 「ダイニングテーブルにて」[4]（ピアノ・ストリングスアレンジ：うたたね歌菜）

 武瑠(sleepyhead) 
- 「結局」（編曲）
- 「HOPELESS」（編曲）

田村ゆかり 
- 「チクチク」（共作曲・編曲）

十束おとは
- 「捕まえて So To Heart」（編曲）

TRF 
- 「masquerade/工藤夕貴」（編曲：安田悠基）
- 「Overnight Sensation ～時代はあなたに委ねてる～/岸谷五朗 & 寺脇康文」（編曲：安田悠基）

DREAM!ing
- 「BLACK OUT」(作曲編曲)

実況パワフルサッカー 
- 「青春アーカイブ」（作曲・編曲）

白猫テニス 
- 「YOU ARE THE WINNER」（作曲編曲）

Seventh Tarz Armstrong 
- 「dont tread on me」（編曲：安田悠基）
- 「Stretch my arms」（編曲：安田悠基）
- 「my mistake」（編曲：安田悠基）
- 「last summer」（編曲：安田悠基）
- 「a song the world can sing out loud」（編曲：安田悠基）
- 「junction 747」（編曲：安田悠基）
- 「far east rockcity」（編曲：安田悠基）
- 「highlight night」（編曲：安田悠基）

東方ダンマクカグラ
- 「解けないように」（編曲）

でんぱ組.inc 
- 「WWDBEST」（ストリングスアレンジ：うたたね歌菜）
- 「ワレワレハデンパグミインクダ」（作曲・編曲）
- 「形而上学的、魔法」（編曲）

Chu☆Oh!Dolly
- 「今世紀最高Girls!!」（作詞・作曲・編曲）

ENGAG.ING
- 「Lumpling Box」（編曲）

meme tokyo.
- 「メランコリックサーカス」（作曲・編曲）

宮下遊
- 「アノニマス・エゴイズム」（共作曲・編曲）
- 「降伏論」（編曲）

 AAA 
- 「MUSIC!」（共編曲：安田悠基）

虹のコンキスタドール
- 「天文学的ノンフィクション」（作曲・編曲）

ニノミヤユイ
- 「つらぬいて憂鬱」（編曲）

nonoc 
- 「Lucid Dreams」（編曲）

BMK
- 「ヒカリフル」（編曲）

葉山彩音 
- 「Mother's Drop」（作曲）
- 「BlueBerryチェリー」（作曲・編曲）

 ピコ (歌手) 
- 「Re:Act」（作曲・編曲）

PPE41
- 「LIE! LIE? PANIC!!」（編曲）

PRELUDERS
- 「ヒーローライセンス」（編曲：大石昌良・うたたね歌菜）

Fuki
- 「絶戒のJuliet」（編曲）

星井七瀬 
- 「Dawn Is Standing On My Back」（編曲：安田悠基）

堀江由衣 
- 「星空に願いを」（作詞・作曲）
- ミス・モノクローム withキャラメル「PERFECT PARTY！」（作曲・編曲）

マジカル・パンチライン 
- 「那由多不可思議ソウルライブツイスター（作曲・編曲）
- 「謎から謎めくMystery」（作曲・編曲）
- 「パレードは続く」（作曲）
- 「ミカガミ・ラビリンス」（作曲・編曲）
- 「私が私を燃やす理由」（作曲・編曲）

まるり
- 「ホントの私」（作曲・編曲）

MYTH & ROID 
- 「Crazy Scary Holy Fantasy - Chiptune version」（編曲）
- 「HYDRA」（Programmed By [Synth Strings Edit] うたたね歌菜）
- 「Clattanoia（penumbral）」（Piano & Strings arrangement：うたたね歌菜）

れるりりP
- 「一触即発☆禅ガール」歌：高槻かなこ（編曲）

やなぎなぎ 
- 「Parts of Tears」（編曲）

結城萌子
- 「散々花嫁」（ストリングスアレンジ：うたたね歌菜）

由佳・ありさ・未奈美のMラジ!! 
- 「恋と愛のエトセトラ!」（作詞）

## TVアニメ関連
2017年
スクールガールストライカーズ 
- OP「未来系ストライカーズ」（編曲）

メイドインアビス 
- OP「Deep in Abyss」（青木征洋と作曲共作・編曲）

ヤマノススメ 
- OVA主題歌「おもいでクリエイターズ」（Tom-H@ckと作曲共作・編曲：うたたね歌菜）

2018年
刀使ノ巫女 
- 「二重のキズナ」（作曲・編曲）

あはれ!名作くん 
- 3期ED「エブリ名作isあはれ」（編曲）

ヤマノススメ 
- サードシーズンOP「地平線ストライド」（編曲：うたたね歌菜）
- サードシーズンED「色違いの翼」（編曲）

はるかなレシーブ
- 「JUMPING NOW!!!!」大空遥(CV:優木かな）（作曲・編曲）
- 「揺れる波の彼方に」比嘉かなた（CV：宮下早紀）（作曲・編曲）
- 「Don't mind! Don't be shy!」トーマス・紅愛（CV：種﨑敦美）（作曲・編曲）

ちおちゃんの通学路 
- 「That’sカバディ･ストラグル!! 」（作曲・編曲）

オーバーロード 
- 3期ED「Silent Solitude」OxT（編曲）

SSSS.GRIDMAN
- OP「UNION」OxT（programming）

2019年
ダイヤのA actII
- ED「鼓動エスカレーション / 内田真礼」（編曲）

かつて神だった獣たちへ
- ED「HHOOWWLL」（編曲）

慎重勇者
- ティザーPV（うたたね歌菜）[5]

2020年
うちタマ?! 〜うちのタマ知りませんか?〜
- 第2話EDテーマ「Rainy Bull」倉持ブル（CV.前野智昭）（作曲）
- 第4話EDテーマ「3丁目の星☆」三河クロ（CV.梅原裕一郎）（作曲・ストリングスアレンジ）[6]
- 第5話EDテーマ「UP TO DATE!」木曽トラ（CV.白井悠介）（編曲）
- 第6話EDテーマ「犬猫エレジー」野田ゴン（CV.羽多野渉）（作曲）
- 第7話EDテーマ「Kitty’s cutie!」花咲モモ（CV:花澤香菜）（編曲）
- 第10話EDテーマ「ハレルヤ・ハレルヤ」河原ベー（CV: 内田雄馬）
- 第11話EDテーマ「3丁目のテーマ」（CV.全員歌唱）（作曲）

モンスター娘のお医者さん
- 「Water flows down passages」（うたたね歌菜）（編曲）

2021年
プラチナエンド
- EDテーマ「降伏論 / 宮下遊」（編曲）

2022年
オーバーロード
- 4期13話 挿入歌「fallen」歌：ラナ（CV. 安野希世乃）（編曲：うたたね歌菜）

異世界おじさん
- 12話 挿入歌「みっつの祠の民謡」歌：メイベル（CV.悠木碧）（作曲：うたたね歌菜）

2023年
とんでもスキルで異世界放浪メシ
- EDテーマ「Happy-go-Journey / 内田雄馬」（編曲：うたたね歌菜）

お隣の天使様にいつの間にか駄目人間にされていた件
- OPテーマ「ギフト / オーイシマサヨシ」（Piano / Strings Arrangement：うたたね歌菜）

## 劇伴作品
2020年
- TVアニメ「うちタマ?! 〜うちのタマ知りませんか？〜」（うたたね歌菜、Tom-H@ckと共同）

2021年
- TVアニメ「ワンダーエッグ・プライオリティ」（音楽：DE DE MOUSE、ミト / うたたね歌菜 編曲参加）[7]
- TVアニメ「RE-MAIN」（うたたね歌菜）
- TVアニメ「見える子ちゃん」（うたたね歌菜）

2022年
- TVアニメ「明日ちゃんのセーラー服」（うたたね歌菜）
- 夜は猫といっしょ（うたたね歌菜）

2023年
- TVアニメ「とんでもスキルで異世界放浪メシ」（うたたね歌菜 / 甲田雅人、栗コーダーカルテットと共作）[8]
- 夜は猫といっしょ season2（うたたね歌菜）
- TVアニメ「デッドマウント・デスプレイ」（うたたね歌菜 / 奈良悠樹、ebaと共作）
- TVアニメ「勇者が死んだ！」（うたたね歌菜 / 奈良悠樹、yamazoと共作）
- TVアニメ「山田くんとLv999の恋をする」（音楽：DE DE MOUSE、ミト / うたたね歌菜プログラミング参加）[9]
- TVアニメ「オーバーテイク!」（うたたね歌菜）[10]
- 映画「北極百貨店のコンシェルジュさん」（音楽：tofubeats / うたたね歌菜 参加）[11]

2024年
- TVアニメ「悪役令嬢レベル99 〜私は裏ボスですが魔王ではありません〜」（うたたね歌菜）
- TVアニメ「負けヒロインが多すぎる!」（うたたね歌菜）[12]
- TVアニメ「恋は双子で割り切れない」（うたたね歌菜）[13]

2025年
- TVアニメ「フードコートで、また明日。」（うたたね歌菜）[14]

## サウンドトラック
ラグナロクオンライン SOUND TRACK 
- Disk2 8bit全曲（編曲：安田悠基）
- 「Hamadan-Special Version-」（編曲：安田悠基）

## TV関連
TV番組BGM提供 
- S☆1、噂の!東京マガジン、ユアタイム 等
- キッズステーション「ダンシングパックマン」（作曲・編曲）

 CM 
- アクアクララ 「間違い探し編」（作曲・編曲：うたたね歌菜）
- 日本マテリアル（作曲・編曲：うたたね歌菜）